# عصام بشيري
عصام بشيري (بالدنماركية: Isam Bachiri)‏ هو مغني ورابر دنماركي من أصل مغربي أمازيغي ولد في يوم 1 أغسطس 1977 في كوبنهاغن، شكل مع كل من وقاس القادري وليني مارتينيز فرقة آوتلانديش.